# كريس بليك
كريس بليك (بالإنجليزية: Chris Blake)‏ هو لاعب بولينغ بريطاني، ولد في 26 أغسطس 1971.